# План (остров, Тунис)
План (араб. الجزيرة المنبسطة‎, фр. Île Plane) — остров на севере Туниса, в западной части Тунисского залива. Расположен к востоку от деревни Гар-эль-Мелах, острова Пило и мыса Рас-эт-Тарф (Фарина). На острове расположен маяк. Относится к вилайету Бизерта.

## История
Во время Наполеоновских войн, в результате навигационной ошибки, капитан Чарльз Тайлер в июле 1798 года потерпел крушение захваченного фрегата L'Aigle на острове Плане во время операции против французов и пиратов в этом районе. Все члены экипажа спаслись, и капитан Тайлер не был привлечён к ответственности за потерю. После установления французского контроля над Тунисом Эрнест Коссон изучал растительный мир на острове Плане в мае 1888 года.
Бельгийское судно Scheldepas се́ло на мель у острова План 14 марта 1929 года. Экипаж был спасён британским судном Tabarka. Греческое судно Michael L. Embricios село на мель у острова План 22 ноября 1931 года. 30 членов экипажа были спасены немецким судном Alaya. Морские пути вокруг острова План были заминированы союзниками во время Второй мировой войны.

## Маяк
Маяк острова имеет номера обозначения ARLHS TUN-024, Admiralty E6414 и NGA 22056. Был возведён французскими колониальными властями в 1888 году. Представляет собой квадратную башню с белыми и красными полосами, возвышающаяся над домом смотрителя. Высота башни составляет 12 метров. Её красный фонарь по-прежнему используется: мигает дважды каждые 10 секунд, высота фокальной плоскости составляет 20 метров; его видно за 20—28 километров.

## Транспорт
Доступ на остров по-прежнему возможен только на лодке. На данный момент остров закрыт для посещения.